# Химич, Фёдор Васильевич
Фёдор Васильевич Химич (22 апреля 1917, Новодмитровка Вторая — 20 марта 2009, Минск) — помощник командира 282-й истребительной авиационной дивизии по воздушно-стрелковой службе 6-го смешанного авиационного корпуса 16-й воздушной армии 1-го Белорусского фронта, майор.

## Биография
Родился 22 апреля 1917 года в селе Новодмитровка Вторая в крестьянской семье. Русский. Окончил семь классов и школу ФЗУ. Работал слесарем на заводе в Мелитополе.
В 1938 году призван в ряды Красной Армии. В 1939 году окончил Качинскую военно-авиационную школу пилотов. В боях Великой Отечественной войны с июля 1941 года. Член ВКП(б)/КПСС с 1942 года. Помощник командира 282-й истребительной авиационной дивизии по воздушно-стрелковой службе майор Ф. В. Химич к августу 1944 года совершил 535 боевых вылетов; в воздушных боях лично сбил 13 и в паре 4 самолёта противника (по ланным М. Ю. Быкова, соотношение побед несколько иное — 12 личных и 5 групповых).
Указом Президиума Верховного Совета СССР от 26 октября 1944 года за мужество и героизм, проявленные в воздушных боях с немецко-фашистскими захватчиками, майору Фёдору Васильевичу Химичу присвоено звание Героя Советского Союза с вручением ордена Ленина и медали «Золотая Звезда».
В 1951 году окончил Военно-воздушную академию. С 1962 года полковник Ф. В. Химич — в запасе. Жил в городе Подольск Московской области, затем переехал в город Минск. Работал инженером по технике безопасности в Минском филиале НИИТЭхим. Умер 20 марта 2009 года. Похоронен на Восточном кладбище в Минске.

## Награды
Награждён орденом Ленина, двумя орденами Красного Знамени, двумя орденами Отечественной войны I степени, орденами Отечественной войны II степени, Красной Звезды, «За службу Родине в Вооружённых Силах СССР» II степени, медалями.
15 апреля 1999 года Указом Президента Республики Беларусь был награждён Орденом «За службу Родине» III степени.

Могила Химича на Восточном кладбище Минска

## Память
- На здании аэроклуба, где ранее располагалась Мелитопольская авиационная школа, в которой обучался Герой, 17 августа 2013 года установлена мемориальная доска[3].